# Mohsen Torky

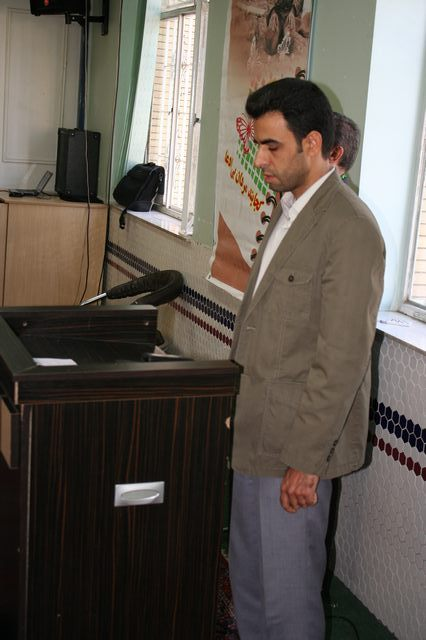
Mohsen Torky

Mohsen Torky (persisch محسن ترکی; * 11. Juli 1973 in Mashhad) ist ein iranischer Fußballschiedsrichter.

## Leben
Torky ist seit 2003 FIFA-Schiedsrichter. Am 17. November 2004 leitete er mit dem WM-Qualifikationsspiel Japan-Singapur (1:0) seine erste internationale Partie. In der Qualifikation zur WM 2010 kam er weitere viermal zum Einsatz. Seit der Saison 2008 leitet er außerdem regelmäßig Spiele der AFC Champions League.
Bei der Asienmeisterschaft 2011 in Katar war Torky zunächst als Reserve-Schiedsrichter vorgesehen, kam dann jedoch beim Vorrundenspiel zwischen Syrien und Japan (1:2) zum Einsatz, wo er gegen beide Mannschaften jeweils einen Elfmeter und einen Platzverweis verhängte.
Mohsen Torky lebt in Mashhad und ist Sportlehrer.